# 洪门剑灵传说
《洪门剑灵传说》，是根据网络游戏《剑灵》所改编的一款电视动画，在2014年公佈改編為電視動畫的消息，由GONZO負責動畫制作，2014年4月3日起在日本TBS電視台等開始播出。

## 劇情簡介
女劍士安如香身懷高超的劍術，以敏捷的身手消滅任何一個阻擋在她面前的敵人。洪師父的死，讓她開始了這場「命中註定的復仇」。
洪師父的仇人，是一位名叫秦義絕的魔女，她冷酷無情，殺人如麻，能隨意掌控神秘的魔力——濁氣。安如香從小就被「劍刃一族」撫養長大，這個由殺手組成的組織抹殺了安如香的感情，把她培養成了一個殺人機器，唯一的使命就是完成「工作」。
在旅途中，安如香遇到了三位女傑。擅長歌舞與武術的秋湘玉，嗜酒的槍械師陳蘇兒，盜賊團女頭領花無痕。三人被奇妙的因緣牽在一起，歷經磨難，最終領悟了洪師父所說的洪門之路。
洪門之路究竟為何？安如香的人生，又會有怎樣的變化？

## 登場人物
安如香（聲：タカオユキ）
本作主人公，被暗殺集團「劍刃一族」撫養長大的用劍高手。感情不外露，性格沉默寡言。為了向殺害師傅洪玄公（日本譯為洪道元）的秦義絕報仇而踏上旅途，卻被誣陷為殺害師傅的兇手，被風帝國（日本譯為「帕拉姆帝國」）追捕。
秦瓦萊露（動畫設定）/秦熙妍（原設）/秦義絕（中國版設定）（聲：悠木碧）
另一個主人公。率領著風帝國的「墨華隊」兵團，武功高強，冷酷無情。她能掌握「濁氣」的力量，令她無人能擋。她殺死了安如香的師父洪玄公，並栽贓在安如香身上。為了斬草除根，安如香成為了她的下一個目標。
艾露･卡蓮（動畫設定）/銳河浪（原設）/秋湘玉（中國版設定）（聲：大原沙耶香）
安如香所寄宿「土門客棧」老闆娘，使用扇子為武器。
琴·葉月（動畫設定）/秦瑟兒（原設）/陳蘇兒（中國版設定）/（聲：雨宮天）

唐·羅亞娜（動畫設定）/唐黎月（原設）/花無痕（中國版設定）/（聲：高垣彩陽）

幽蘭（動畫設定）/珫嵐（原設）/幽蘭（中國版設定）（聲：伊藤靜）
動畫中設定為秦义绝手下，原設與動畫關係相同、但幽兰背後實際與秦义绝想法一樣只是互相利用之關係，且幽兰實為魔皇代理人、主要也是想藉由秦义绝之力來達到魔皇的目的。
加·岡特（動畫設定）/巨靈峰（原設）/葛葛峰（中國版設定）（聲：小山力也）

曜（花鐘）（聲：井上麻里奈）

洪道元（動畫設定）/洪玄公（原設）/洪石根（中國版設定）（聲：長）

倫（動畫設定）/一心（原設）/一心（中國版設定）/（聲：白石涼子）
靈族的商人。
備註：在原設中一心並非灵族商人，而是易雲山的兒子、卻因為秦义绝耳語讓一心一度將易雲山視為殺母元兇，在一心最後劇情中一刀捅死易雲山。

## 製作人員
- 原作：NCSOFT
- 原案：NC Japan
- 角色原案：金亨泰
- 監督：竹內浩志、濱崎博嗣（概念設計）
- 系列構成：富岡淳廣
- 劇本：富岡淳廣、古怒田健志、石橋大助、久尾步、綿貫華世
- 角色設計：長田繪里
- 總作畫監督：長田繪里、清丸悟
- 美術監督：館藤健一
- 色彩設計：長尾朱美
- 攝影監督：松井伸哉
- 3D導演：毛利菜香
- 編輯：吉武將人
- 音樂：岩代太郎
- 音響監督：森下廣人
- 動畫製作：GONZO
- 製作：Blade&Soul動畫製作委員會、TBS

## 主題曲
片頭曲
作詞、作曲：，編曲：，主唱：mimimemeMIMI
片尾曲《RAINBOW》
作詞、作曲：LEGO BIG MORL，編曲：TAKASHI WATANABE & LEGO BIG MORL，主唱：LEGO BIG MORL

## 各話列表
| 話數     | 日文標題 | 中文標題 | 劇本              | 分鏡       | 演出                  | 作畫監督                                                                         |
| -------- | -------- | -------- | ----------------- | ---------- | --------------------- | -------------------------------------------------------------------------------- |
| 第一話   |          | 道       | 富岡淳廣          | 竹內浩志   | 竹內浩志              | 長田繪里、青木美穗 鎌田均                                                        |
| 第二話   |          | 慾       | 富岡淳廣          | 西村聰     | 川久保圭史            | 野崎麗子、高瀨 服部憲知、橋本浩一（動作）                                        |
| 第三話   |          | 仇       | 富岡淳廣          | 八谷賢一   | 白石達也 佐佐木純人   | 小林亮、南伸一郎 Yang Byung Gi                                                   |
| 第四話   |          | 劍       | 富岡淳廣          | 信田祐     | 千明孝一              | 熊田明子、鎌田均 櫻井寬樹、青木美穗 野崎麗子、高瀨 福田紀之                      |
| 第五話   |          | 花       | 富岡淳廣 綿貫華世 | 西本由紀夫 | 小野田雄亮 佐佐木純人 | 渡邊純夫、德倉榮一 服部憲知、鈴木彩子                                            |
| 第六話   |          | 夢       | 久尾步            | 河本昇悟   | 古左子孝              | 飯飼一幸、佐藤道雄 相坂直紀                                                      |
| 第七話   |          | 時       | 富岡淳廣          | 花井宏和   | 和井宏                | 青木美穗、野崎麗子 服部憲知                                                      |
| 第八話   |          | 空       | 久尾步            | 山內重保   | 山內重保              | 羽山淳一、鎌田均 高瀨、Yang Byung Gil 仲敷沙織、赤井方尚 竹內浩志                |
| 第九話   |          | 月       | 古怒田健志        | 原博       | 佐佐木純人            | 德倉榮一、渡邊純夫                                                               |
| 第十話   |          | 罪       | 石橋大助          | 島津裕行   | 大石康之              | 高岡淳一、山形厚史 興石曉、鎌田均 高瀨、津幡佳明 谷口繁則、樋口靖子 ANIHOUSE SUN |
| 第十一話 |          | 罰       | 久尾步            | 瀨藤健嗣   | 川久保圭史            | 青木美穗、服部憲知 熊田明子、鎌田均 小林亮                                       |
| 第十二話 |          | 魂       | 富岡淳廣          | 西村聰     | 所俊克、下司泰弘      | 高瀨、鎌田均 Yang Byung Gi                                                       |
| 第十三話 |          | 神       | 古怒田健志        | 西本由紀夫 | 古左子孝              | 飯飼一幸、佐藤道雄 相坂直紀                                                      |

## 播放電視台
日本深夜動畫：下文記載的日本国内播放時間使用日本標準時間（UTC+9）表示。因為部分時間标识會採用30小时制，因此請留意这类超过24:00的时间，其實際播放時間為翌日清晨。
| 播放地區   | 播放電視台   | 播放日期              | 播放時間（UTC+9）         | 所屬聯播網          | 備註   |
| ---------- | ------------ | --------------------- | ------------------------- | ------------------- | ------ |
| 關東廣域圈 | TBS電視台    | 2014年4月3日－6月26日 | 星期四 25時46分－26時16分 | 日本新聞網          | 製作局 |
| 北海道     | 北海道放送   | 2014年4月5日－        | 星期六 26時18分－26時48分 | 日本新聞網          |        |
| 福岡縣     | RKB每日放送  | 2014年4月5日－        | 星期六 27時00分－27時30分 | 日本新聞網          |        |
| 近畿廣域圈 | 每日放送     | 2014年4月7日－        | 星期一 27時25分－27時55分 | 日本新聞網          |        |
| 中京廣域圈 | 中部日本放送 | 2014年4月10日－       | 星期四 26時51分－27時21分 | 日本新聞網          |        |
| 日本全國   | BS-TBS       | 2014年4月12日－       | 星期六 25時00分－25時30分 | 日本新聞網 衛星電視 |        |

## 外部連結
- （简体中文）劍靈騰訊動漫正版網路直播專題 （页面存档备份，存于）
- （日語）劍靈電視動畫官網（TBS電視台） （页面存档备份，存于）
- （日語）劍靈動畫GyaO! 網路直播專題
- （日語）劍靈動畫NICONICO 網路直播專題 （页面存档备份，存于）
- （日語）劍靈動畫b-ch萬代頻道 網路直播專題 （页面存档备份，存于）